# Fridolin Reynold
Fridolin Reynold, né le 20 octobre 1820 à Fribourg et mort dans la même ville le 6 janvier 1898, est une personnalité politique fribourgeoise, membre du Parti libéral-conservateur.

### Sources
- Georges Andrey, John Clerc, Jean-Pierre Dorand et Nicolas Gex, Le Conseil d’État fribourgeois : 1848-2011 : son histoire, son organisation, ses membres, Fribourg, Éditions de la Sarine, 2012,  (ISBN 978-2-88355-153-4)
- « Nouvelles des cantons : Fribourg », L'Observateur,‎ 16 janvier 1847, p. 4 (lire en ligne )